# Sergei Zenjov
Sergei Zenjov (ur. 20 kwietnia 1989 w Parnawie) – estoński piłkarz występujący na pozycji napastnika w klubie Flora Tallinn oraz w reprezentacji Estonii.

## Kariera piłkarska

### Kariera klubowa
Jako 16 rozpoczął karierę piłkarską w miejscowym klubie Vaprus Parnawa. W 2006 bronił barw FC TVMK Tallinn. W lutym 2008 podpisał 3-letni kontrakt z ukraińskim klubem Karpaty Lwów. 1 marca 2008 zadebiutował w koszulce Karpat. Po 6 latach występów w końcu maja 2014 opuścił lwowski klub. W lipcu 2014 został piłkarzem Blackpool F.C.

### Kariera reprezentacyjna
20 sierpnia 2008 zadebiutował w reprezentacji Estonii w spotkaniu towarzyskim z Maltą.

## Statystyki
(aktualne na dzień 16 lutego 2019)
| Klub               | Sezon              | Liga               | Liga  | Liga   | Puchar kraju | Puchar kraju | Europa | Europa | Suma  | Suma   |
| Klub               | Sezon              | Liga               | Mecze | Bramki | Mecze        | Bramki       | Mecze  | Bramki | Mecze | Bramki |
| ------------------ | ------------------ | ------------------ | ----- | ------ | ------------ | ------------ | ------ | ------ | ----- | ------ |
| Pärnu Vaprus       | 2006               | Meistriliiga       | 17    | 8      | 0            | 0            | –      | –      | 17    | 8      |
| TVMK Tallinn       | 2006               | Meistriliiga       | 12    | 3      | 0            | 0            | 2      | 0      | 14    | 3      |
| TVMK Tallinn       | 2007               | Meistriliiga       | 22    | 14     | 0            | 0            | 2      | 0      | 24    | 14     |
| TVMK Tallinn       | Ogólnie            | Ogólnie            | 34    | 17     | 0            | 0            | 4      | 0      | 38    | 17     |
| Karpaty Lwów       | 2007/08            | Wyszcza Liha       | 11    | 0      | 0            | 0            | –      | –      | 11    | 0      |
| Karpaty Lwów       | 2008/09            | Premier-liha       | 28    | 1      | 1            | 0            | –      | –      | 29    | 1      |
| Karpaty Lwów       | 2009/10            | Premier-liha       | 25    | 3      | 1            | 0            | –      | –      | 26    | 3      |
| Karpaty Lwów       | 2010/11            | Premier-liha       | 18    | 4      | 0            | 0            | 10     | 2      | 28    | 5      |
| Karpaty Lwów       | 2011/12            | Premier-liha       | 17    | 1      | 1            | 0            | 3      | 1      | 21    | 2      |
| Karpaty Lwów       | 2012/13            | Premier-liha       | 10    | 3      | 1            | 1            | –      | –      | 11    | 4      |
| Karpaty Lwów       | 2013/14            | Premier-liha       | 28    | 9      | 2            | 0            | –      | –      | 30    | 9      |
| Karpaty Lwów       | Ogólnie            | Ogólnie            | 137   | 21     | 6            | 1            | 13     | 3      | 156   | 25     |
| Blackpool          | 2014/15 (j)        | Championship       | 8     | 0      | 1            | 0            | –      | –      | 9     | 0      |
| Torpedo Moskwa     | 2014/15 (w)        | Priemjer-Liga      | 10    | 0      | 0            | 0            | –      | –      | 10    | 0      |
| Qəbələ             | 2015/16            | Premyer Liqası     | 26    | 2      | 0            | 0            | 14     | 3      | 40    | 5      |
| Qəbələ             | 2016/17            | Meistriliiga       | 20    | 6      | 0            | 0            | 13     | 4      | 33    | 10     |
| Qəbələ             | Ogólnie            | Ogólnie            | 46    | 8      | 0            | 0            | 27     | 7      | 73    | 15     |
| Cracovia           | 2017/18            | Ekstraklasa        | 27    | 3      | 1            | 0            | –      | –      | 28    | 3      |
| Cracovia           | 2018/19            | Ekstraklasa        | 12    | 1      | 1            | 1            | –      | –      | 13    | 2      |
| Cracovia           | Ogólnie            | Ogólnie            | 39    | 4      | 2            | 2            | 0      | 0      | 41    | 6      |
| Ogólnie w karierze | Ogólnie w karierze | Ogólnie w karierze | 291   | 58     | 9            | 2            | 44     | 10     | 344   | 70     |

## Sukcesy i odznaczenia

### Sukcesy klubowe
- zdobywca Pucharu Estonii: 2006
- zdobywca Superpucharu Estonii: 2006

### Sukcesy indywidualne
- wybrany najlepszym młodym piłkarzem Estonii w sezonie 2007.